# Perry (Oklahoma)
Perry is een plaats (city) in de Amerikaanse staat Oklahoma, en valt bestuurlijk gezien onder Noble County.

## Demografie
Bij de volkstelling in 2000 werd het aantal inwoners vastgesteld op 5230.
In 2006 is het aantal inwoners door het United States Census Bureau geschat op 5068, een daling van 162 (-3.1%).

## Geografie
Volgens het United States Census Bureau beslaat de plaats een oppervlakte van
17,7 km², waarvan 15,7 km² land en 2,0 km² water. Perry ligt op ongeveer 338 m boven zeeniveau.

## Plaatsen in de nabije omgeving
De onderstaande figuur toont nabijgelegen plaatsen in een straal van 28 km rond Perry.